# مارك كارواردين
مارك كارواردين (من مواليد 9 مارس 1959) هو عالم حيوانات بريطاني حصل على اعتراف واسع النطاق بمشروعه للحفاظ على البيئة الفرصة الأخيرة للرؤية -الذي استَمَرَّ 20 عامًا- والذي تضمن رِحلات حول العالم مع دوغلاس آدامز وستيفن فراي. بُثَّ المسلسل الأول على إذاعة راديو بي بي سي 4 في عام 1990، والثاني؛ مُسَلسَلٌ تلفزيوني، على بي بي سي تو في عام 2009. هناك كتابان عن المشروع: Last Chance to See، والذي شارك في كتابته مع آدامز (1990)، والفرصة الأخيرة للرؤية: على خُطى دوغلاس آدامز (2009). وهو ناشطٌ رائد وصريح في مجال الحفاظ على البيئة، ومذيع، وكاتب عمود ومُصَوِّر.